# Philonotis conostomoides
Philonotis conostomoides är en bladmossart som beskrevs av Ryszard Ochyra 1997. Philonotis conostomoides ingår i släktet källmossor, och familjen Bartramiaceae. Inga underarter finns listade i Catalogue of Life.